# Castell Marro
El castell Marro fou un castell avui dia al terme municipal de Marganell, al Bages, prop del monestir de Santa Cecília de Montserrat, al carener que puja des del bosc de la Calcina vers Sant Jeroni. Es troba a la zona de Tebaida, just sobre el Monestir, al capdamunt de l'escala dreta que surt del jardí. S'ha dit que tenia dues torres i dos ponts mòbils. Cal tenir present que era una fortificació altmedieval, que és dificil de datar d'una manera segura, malgrat que sabem que ja existia en època carolíngia. El castell Marro havia esdevingut un mas el 1330. Al segle xvi, durant el temps de l'abat de Burgos, es destruí el castell i canvià l'advocació de l'ermita. Encara que estiguin embrossades es poden apreciar passos i restes del Castell de Marro. L'ermita de Sant Dimes, també coneguda com l'ermita del Bon Lladre i del Castell, va ser edificada aprofitant l'antic castell de Marro.
Cesari, essent prevere, havia adquirit per a ell aquest castell l'any 942 per donació de la seva cosina Druda i del fill d'aquesta Ansulfo. Druda i el seu marit, també anomenat Ansulfo, havien comprat el castell amb la seva església de Santa Cecília l'any 871 per cinc lliures de plata, expressant el venedor Radulf que li pertanyia aquella possessió per donació del rei Carles el Calb. Cesari, adquirit aquell lloc, obtingué una llicència del Comte Sunyer per mediació de la seva muller Riquilda per a recollir-se en ell amb quatre monjos, als que el bisbe Jordi confirmà la restauració de la casa el 945. El 10 de juny del 957 Guadamir consagrà l'església de Santa Cecília de Montserrat, al castell Marro, feta a precs de l'abat Cesari, que encara no havia estat promogut a l'honor de metropolità de la Tarraconense.